# Fouquieres-les-Lens Communal Cemetery
Fouquieres-les-Lens Communal Cemetery is een begraafplaats gelegen in de Franse plaats Fouquières-lès-Lens (Pas-de-Calais). De militaire graven worden onderhouden door de Commonwealth War Graves Commission.
De begraafplaats telt 3 geïdentificeerde Gemenebest graven uit de Eerste Wereldoorlog.